# Крекінг-установка Вадодара
Крекінг-установка Вадодара — підприємство нафтохімічної промисловості у індійському штаті Гуджарат. Станом на другу половину 2010-х років найменша за потужністю піролізна установка серед десяти існуючих в країні об'єктів такого призначення.
Виробництво ввели в експлуатацію в 1978 році у місті Вадодара (раніше також було відоме як Барода), розташованому за 120 км на північ від Сурата, неподалік від впадіння річки Махі у Камбейську затоку. Проект реалізувала компанія Indian Petrochemical Corporation Ltd (IPCL), яка в 2007-му була об'єднана з Reliance Group (володіє найбільшим у світі нафтопереробним комплексом у Джамнагарі, де на початку 2018-го також запустили потужну установку парового крекінгу).
Виробництво у Вадодара має річну потужність з випуску 155 тисяч тонн етилену. Враховуючи, що установка споживає доволі важку (як для нафтохімії) сировину — газовий бензин (naphta), тут також можливе отримання 110 тисяч тонн пропілену, 55 тисяч тонн бутадієну та 55 тисяч тонн бензолу на рік. Серед інших продуктів вказують сировину для випуску технічного вуглецю (Carbon Black Feed Stock, CBFS) та ще один ароматичний вуглеводень — толуол.
На виробничому майданчику розміщені потужності з подальшої полімеризації олефінів в обсязі 80 тисяч тонн поліетилену та 100 тисяч тонн поліпропілену на рік. Іншим напрямком використання етилену є виробництво полівінілхлориду (60 тисяч тонн), а також етиленгліколю та оксиду етилену. Пропілен може спрямовуватись для отримання акрилонітрилу, а бензол — лінійного алкибензолу (використовується передусім у виробництві поверхнево-активних речовин).
Майданчик може отримувати природний газ по перемичці довжиною 32 км з діаметром 450 мм від газотранспортного коридору Хазіра/Дахедж – Віджайпур .